# いだ天ふにすけ
いだ天 ふにすけ（いだてん ふにすけ、9月28日 - ）は、日本の成人向け漫画家。別名義に宝とじがある。

## 経歴
会社勤めをしながらpixivにイラストを投稿していた所、編集者から連絡がありデビュー。「WEEKLY快楽天2019年10月配信 vol.13」に掲載された『業務』以来、『COMIC快楽天』系列を中心に活動している。
2020年8月17日に発売された、『彼女、お借りします 公式アンソロジーコミック』に参加した。2023年4月、space caimanにて個展「わたしだけのものになる」を開催した。

## 評価
作品は男性向けでありながら異彩を放っており、女性からも支持を集めるとされる。MINAMOは、「ティーンズラブ好きに読んでほしい」と述べている。
同人作品『優しくしたら好きになってくれる?笑』は「DLsiteアワード 2023」の乙女向け/TL部門で新人賞を受賞した。青柳美帆子は、このエロ漫画がすごい! 大賞において、同作について「クセの強さによって男女ともハマることができる」と評し、2023年のMVPに挙げた。

## 作品

### 漫画
- あなただけの雌になる（2022年4月29日、ワニマガジン社 ISBN 9784862698377）
- 非日常な彼女（月刊!スピリッツ 2023年11月号、小学館、2023年9月27日）[7]
- 優しくしたら好きになってくれる?笑（2024年7月24日、エイシス ISBN 9784911027042）

### コンピュータゲーム
- いちばん美味しいゴミだけ食べさせて（グラフィック）